# 德川家定
德川家定（日语：〔〕／ Tokugawa Iesada，1824年5月6日—1858年8月14日），日本江戶幕府第13代征夷大將軍。任將軍由嘉永6年11月23日至安政5年7月6日（1853年12月23日－1858年8月14日）。家定的乳名是政之助，原名家祥（日语：／ Iesachi）。他是第12代將軍德川家慶的4男，母親是側室本寿院。家定的正室是鷹司政通的女兒天親院，第一位繼室是一條忠良的女兒澄心院，第二位繼室是島津齊彬的養女天璋院，側室是堀利邦之女豐儉院。

## 經歷

### 就任將軍以前
文政7年（1824年）4月8日，以12代將軍．德川家慶的四子身分出生於江戶城，乳母是歌橋。家慶的兒子大多早逝，只剩下家定存活。在天保12年（1841年）時祖父德川家齊去世後，他被視作新將軍德川家慶的世子。但家慶擔心家定的才能，曾考慮過讓德川慶喜成為世子。老中阿部正弘反對此策，故最後仍是家定繼承世子。

### 擔任將軍
在嘉永6年（1853年），家慶在美國佩里艦隊來航之時病逝，30歲的家定就任第13代將軍，改元安政。
同年來訪問的美國的佩里海軍少將約定翌年帶領7艘艦隊再來日本聽取幕府對於開放門戶的態度，幕府最後簽訂了《日美親善條約》。安政4年（1857年）時，江戶城接見美國總領事哈里斯。

### 將軍繼承權之爭
家定先後迎娶了鷹司政熙之女任子、一條忠良之女秀子為正室，但兩人都早家定而亡。之後家定又迎娶島津齊彬的養女篤姬，也就是日後的天璋院。家定與三人之間均無子女，因此將軍在位時已發生繼任者之爭，尤其安政4年（1857年）家定的病情惡化後，鬥爭更激烈。
幕府政治先由老中阿部正弘掌握，此後由大老井伊直弼執掌。井伊直弼推舉的繼任者為南紀派的紀州藩主德川慶福（德川家茂），而一橋派的薩摩守島津齊彬及水戶藩主德川齊昭則推舉一橋慶喜（德川慶喜），雙方對立，最終決定由慶福繼任。
安政5年（1858年）6月25日，家定召集諸大名，宣佈以慶福為繼承人，並於安政5年7月5日（1858年8月13日）時發表對一橋派諸大名的處分。家定作為將軍的行動，僅此一次而已。
安政5年7月6日（1858年8月14日），德川家定因宿疾腳氣性心臟病復發而過世，年僅34歲，養子德川家茂繼任將軍。

## 人物
處在幕末的困難局面，從家定就任前幕府的問題就緊接浮現，而家定繼任時體質很虛弱，甚至被說成「廢人」。廢人兼指他可能罹患損傷性腦性麻痺，也指將軍的表現。
據說，家定是個性格像孩子一樣的將軍。
美國公使湯森·哈里斯的日記記載，家定說話前會有向後仰頭，踏響腳這樣的異常動作。這是典型腦性麻痺的症狀。可是，家定曾對哈里斯說出了「遠渡而來一定非常勞累。我很滿足。我國和美國的關係將永遠繼續」，從中也顯出將軍的態度。 
家定的妻子天璋院原本是島津齊彬之養女篤子、後又過繼給近衛忠熙，改名敬子。家定與之結婚，顯然是希望能像祖父德川家齊一樣，迎娶薩摩女子，可以長壽又人丁興旺。（家齊的御台所為島津重豪之女）。受到幕府意向影響的島津齊彬，為了擁立一橋慶喜而進行結親之策。不過也有學者認為「天璋院入主大奧與本來的繼嗣問題無關」（芳即正『島津斉彬の証言に聞く』1994.04 『日本歴史』551）。
家定與繼任者候選人之一德川慶喜不睦。據側小姓朝比奈閑水（後擔任外國總奉行．町奉行．勘定奉行）回想，只是「慶喜比自己（家定）還俊秀」之類的私怨。再者，慶喜是家慶正室的甥兒，可說是表弟。
家定死後雖未調查遺骨，不過在肖像畫中的家定是相當的美男子。由於年幼患病而生的病痣殘留在眼睛附近，不過畫中並未描繪出來。
關於他的死因，也有一說是因為決定以慶福為接班人之後，遭到一橋派毒殺。
墓地位於東京都台東區上野寬永寺，戒名是溫恭院。

## 改名的理由
家定原名家祥，但於將軍就任時改為家定。據說因為名字附有偏旁的將軍（家綱、綱吉、家繼、家治）沒有親生孩子，或是子女全都夭折了，可是最後家定還是沒有親生孩子。不過，有些大名原本由將軍賜予一個字為名字（偏諱），就不再使用「定」字。

## 官職位階履歷
文政11年（1828年）元服。自報姓名家祥。接著，從二位權大納言。
天保8年（1837年），兼任右近衛大將。
嘉永6年（1853年），正二位內大臣兼右近衛大將。征夷大將軍．源氏長者宣下。接著，11月23日，改名家定。
安政5年（1858年）逝世。孝明天皇追贈正一位太政大臣和大相國。

## 登場作品
影視劇
- 大奥（2003年、富士電視台、演：北村一輝）
- 篤姬（2008年、NHK大河劇、演：堺雅人）
- 西鄉殿（2018年、NHK大河劇、演：又吉直樹）
- 大奧 (幕末編（2023年、NHK、演：愛希禮夏）

| 德川家定                           |                                                     |                                    |
| 官衔                               |                                                     |                                    |
| 空缺上一位持有相同頭銜者：德川家慶 | 內大臣 （武家官位） 1853年11月23日－1858年8月14日   | 空缺下一位持有相同頭銜者：德川家茂 |
| 军职                               |                                                     |                                    |
| 前任： 德川家慶                    | 右近衛大將 （武家官位） 1837年9月4日－1858年8月14日 | 繼任： 德川家茂                    |
| 前任： 德川家慶                    | 征夷大將軍 1853年11月23日－1858年8月14日            | 繼任： 德川家茂                    |
| 貴族爵位和頭銜                     |                                                     |                                    |
| 前任： 德川家慶                    | 德川將軍家第13代當主 1853年－1858年                 | 繼任： 德川家茂                    |
| 前任： 德川家慶                    | 源氏長者 1853年－1858年                             | 繼任： 德川家茂                    |